# 10009 Hirosetanso
10009 Hirosetanso è un asteroide della fascia principale. Scoperto nel 1977, presenta un'orbita caratterizzata da un semiasse maggiore pari a 2,3974714 UA e da un'eccentricità di 0,1045344, inclinata di 4,11126° rispetto all'eclittica.
L'asteroide è dedicato a Hirose Tanso, studioso confuciano nel Periodo Edo.